# Løfteparagraf
Løfteparagrafferne var nogle bestemmelser i junigrundloven af 1849, der først skulle træde i kraft senere. 
Den Grundlovgivende Rigsforsamling i 1848 – 1849 arbejdede under tidspres. Derfor blev nogle forslag udsat til senere behandling. Der blev lovgivet om Rigsretten og om næringsfrihed allerede i 1850’erne. Andre løfteparagraffer måtte vente flere årtier på at blive indfriet. 
I 2014 er løfteparagrafferne om Folkekirken og trossamfundene stadigt ikke indfriede. 
Løfteparagrafferne fra 1849 blev også taget med i de senere grundlove. Desuden blev der tilføjet nye løfteparagraffer i de nyere grundlove.  

## Løfteparagrafferne fra 1849
- § 72. (Rigsretten bestaaer af 16 Medlemmer, der vælges paa 4 Aar, Halvdelen af Landsthinget, Halvdelen af Landets øverste Domstol, blandt disses egne Medlemmer. Den vælger selv sin Formand af sin egen Midte.) En Lov ordner nærmere Forfølgningsmaaden. Rigsdagen vedtog Lov om Rigsretten i 1852.
- § 74. Den dømmende Magts Udøvelse kan kun ordnes ved Lov.
- § 75. Den med visse Eiendomme forbundne dømmende Myndighed skal ophæves ved Lov. (Den private birkeret blev først afløst af kongelige birk og senere af almindelige retskredse.)
- § 76. Retspleien bliver at adskille fra Forvaltningen efter de Regler, der fastsættes ved Lov. (Rigsdagen vedtog Retsplejeloven i 1916. Loven trådte i kraft i 1919.)
- § 79. Offentlighed og Mundtlighed skal saa snart og saa vidt som muligt gjennemføres ved hele Retspleien. I Misgjerningssager og i Sager, der reise sig af politiske Lovovertrædelser, skulle Nævninger indføres. (Gennemført, da Retsplejeloven trådte i kraft i 1919.)
- § 80. Folkekirkens Forfatning ordnes ved Lov. (Er ikke gennemført. Minister Manu Sareen nedsatte et udvalg i september 2012.)
- § 83. De fra Folkekirken afvigende Troessamfunds Forhold ordnes nærmere ved Lov. (Er ikke gennemført. Tidligere Minister Manu Sareen forbereder lovgivning i 2014. )
- § 88. Alle Indskrænkninger i den frie og lige Adgang til Erhverv, som ikke ere begrundede i det almene Vel, skulle hæves ved Lov. (Rigsdagen vedtog Loven om næringsfrihed i 1857.)
- § 96. Communernes Ret til, under Statens Tilsyn, selvstændig at styre deres Anliggender vil blive ordnet ved Lov.
- § 98. Intet Lehn, Stamhuus eller Fideicommisgods kan for Fremtiden oprettes; det skal ved Lov nærmere ordnes, hvorledes de nu bestaaende kunne overgaae til fri Eiendom. (Rigsdagen vedtog Loven om Lensafløsningen i 1919.)

## Løfteparagraffer i senere grundlove
I forfatningen af 1866 var der en løfteparagraf om rigsforstandere. Rigsdagen vedtog Lov om Regjeringens Førelse i Tilfælde af Kongens Umyndighed, Sygdom eller Fraværelse i 1871. 
- § 8. Bestemmelser angaaende Regjeringens Førelse i Tilfælde af Kongens Umyndighed, Sygdom eller Fraværelse fastsættes ved Lov.

Der var også en paragraf om ministres ansvar. Folketinget vedtog Ministeransvarlighedsloven i 1964. 
- § 12. (Kongen er ansvarsfri; hans Person er hellig og ukrænkelig. Ministrene ere ansvarlige for Regjeringens Førelse;) deres Ansvarlighed bestemmes nærmere ved Lov.

I grundloven af 1953 er der løfteparagraf om oprettelse af en embede som ombudsmand. Loven om Folketingets Ombudsmand blev vedtaget i 1954, og den første ombudsmand, Stephan Hurwitz, blev valgt den 29. marts 1955.
- § 55. Ved lov bestemmes, at folketinget vælger en eller to personer, der ikke er medlemmer af folketinget, til at have indseende med statens civile og militære forvaltning.

## Anden betydning af løfteparagraf
I de kollektive overenskomster på arbejdsmarkedet er der også løfteparagraffer. På Minimalløns området er der fastsat en grundløn.  Løfteparagraffen gør det mulig at forhandle sig til en lønstigning i overenskomstperioden.